# Erethimios
Erethimios (altgriechisch Ἐρεθίμιος Erethímios) oder Erethymios  (Ἐρεθύμιος Erethýmios) ist eine Epiklese des griechischen Gottes Apollon, mit der er auf Rhodos und in Lykien verehrt wurde.
Der Kult des Apollon Erethimios auf Delos ist durch mehrere Inschriften aus einem Tempel bei Kameiros bekannt. Aus einer Inschrift geht hervor, dass neben ihm auch die Göttin Artemis in dem Tempel verehrt wurde, aus einer anderen, dass ihm zu Ehren das Fest Erethimia (Ἐρεθίμια Erethímia) gefeiert wurde.
Nach Strabon wurde das Amt des Robingus des römischen Festes Robigalia, das begangen wurde, um das Getreide vor der Rostkrankheit zu schützen, auf Delos von den Priestern des Apollon Erethimios ausgeübt.
Von einem Kult des Apollon Erethimyos in Lykien berichtet Hesychios, der das dort begangene Fest Erethymia (Ἐρεθύμια Erethýmia) erwähnt.
Martin Persson Nilsson schließt aus einer Inschrift aus Delos, in der die Priester des Apollon Erethimios von 109/108 bis 82/81 v. Chr. aufgezählt werden, auf einen Agon, dessen Agonothet der Priester des Apollon Erethimios gewesen sein soll. Diese Agone seien daher der Hauptbestandteil des Kults des Apollon Erethimios in Kameiros gewesen.